# Patricia Emonet
Patricia Emonet (ur. 22 lipca 1956 w Sallanches) – francuska narciarka alpejska.

## Kariera
W zawodach Pucharu Świata zadebiutowała 8 grudnia 1971 roku w Val d’Isère, gdzie nie ukończyła pierwszego przejazdu w slalomie. Pierwsze punkty wywalczyła dzień później w tej samej miejscowości, kiedy zajęła trzecie miejsce w slalomie. Tym samym nie tylko zdobyła punkty, ale od razu stanęła na podium. W zawodach tych wyprzedziły ją jedynie Pamela Behr z RFN i rodaczka, Odile Chalvin. W kolejnych startach jeszcze dziewięć razy stawała na podium, odnosząc przy tym cztery zwycięstwa: 2 stycznia 1973 roku w Mariborze, 3 marca 1973 roku w Mont-Sainte-Anne i 22 marca 1973 roku w Heavenly Valley wygrywała slalomy, a 23 marca 1973 roku w Heavenly Valley była najlepsza w gigancie. W sezonie 1972/1973 zajęła trzecie miejsce w klasyfikacji generalnej, a w klasyfikacji slalomu zwyciężyła.
Wystartowała na igrzyskach olimpijskich w Innsbrucku w 1976 roku, gdzie była jedenasta w gigancie, a slalomu nie ukończyła. Były to jej jedyne starty olimpijskie. Zajęła też między innymi dwunaste miejsce w gigancie podczas mistrzostw świata w Sankt Moritz w 1974 roku.
Jej siostra, Claudine, także była narciarką alpejską.

## Osiągnięcia

### Igrzyska olimpijskie
| Miejsce | Dzień     | Rok  | Miejscowość | Konkurencja | Czas biegu | Strata | Zwyciężczyni     |
| ------- | --------- | ---- | ----------- | ----------- | ---------- | ------ | ---------------- |
| DNF2    | 11 lutego | 1976 | Innsbruck   | Slalom      | 1:30,54    | -      | Rosi Mittermaier |
| 11.     | 13 lutego | 1976 | Innsbruck   | Gigant      | 1:29,13    | +2,08  | Kathy Kreiner    |

### Mistrzostwa świata
| Miejsce | Dzień     | Rok  | Miejscowość            | Konkurencja | Czas biegu | Strata | Zwyciężczyni     |
| ------- | --------- | ---- | ---------------------- | ----------- | ---------- | ------ | ---------------- |
| 12.     | 3 lutego  | 1974 | Sankt Moritz           | Gigant      | 1:43,18    | +2,17  | Fabienne Serrat  |
| 16.     | 8 lutego  | 1974 | Sankt Moritz           | Slalom      | 1:34,63    | +5,11  | Hanni Wenzel     |
| DNF2    | 11 lutego | 1976 | Innsbruck              | Slalom      | 1:30,54    | -      | Rosi Mittermaier |
| 11.     | 13 lutego | 1976 | Innsbruck              | Gigant      | 1:29,13    | +2,08  | Kathy Kreiner    |
| DNF1    | 3 lutego  | 1978 | Garmisch-Partenkirchen | Slalom      | 1:24,85    | -      | Lea Sölkner      |
| 38.     | 4 lutego  | 1978 | Garmisch-Partenkirchen | Gigant      | 2:41,15    | +9,42  | Maria Epple      |

### Puchar Świata

#### Miejsca w klasyfikacji generalnej
- sezon 1972/1973: 3.
- sezon 1973/1974: 21.
- sezon 1974/1975: 35.
- sezon 1975/1976: 14.
- sezon 1976/1977: 16.
- sezon 1977/1978: 33.
- sezon 1978/1979: 82.

#### Miejsca na podium w zawodach
1. Val d’Isère – 9 grudnia 1972 (slalom) – 3. miejsce
2. Maribor – 2 stycznia 1973 (slalom) – 1. miejsce
3. Schruns – 2 lutego 1973 (slalom) – 2. miejsce
4. Mont-Sainte-Anne – 3 marca 1973 (slalom) – 1. miejsce
5. Heavenly Valley – 22 marca 1973 (slalom) – 1. miejsce
6. Heavenly Valley – 23 marca 1973 (gigant) – 1. miejsce
7. Les Diablerets – 12 stycznia 1976 (slalom) – 3. miejsce
8. Les Gets – 14 stycznia 1976 (slalom) – 3. miejsce
9. Oberstaufen – 3 stycznia 1977 (slalom) – 3. miejsce
10. St. Gervais – 28 stycznia 1977 (slalom) – 2. miejsce